# 姜宗泰
姜宗泰（1868年—1946年），字保卿，山東省登州府萊陽縣人，清末政治人物，書法家。

## 生平
光緒二十九年（1903年）癸卯科三甲第140名進士。同年閏五月，著交吏部掣签分发各省，以知县即用。任户部主事。光緒三十年（1904年），署直隶安平縣知縣。光緒三十二年（1906年）任故城县知县。

## 成就
姜宗泰自幼习书，日写十纸，数十年不辍。作品飘逸俊秀，凝练质朴，是胶东清末民初的著名书法家。